# Saint-Pierre-d’Entremont (Savoie)
Saint-Pierre-d’Entremont ist eine französische Gemeinde mit 404 Einwohnern (Stand: 1. Januar 2022) im Département Savoie in der Region Auvergne-Rhône-Alpes. Sie gehört zum Kanton Le Pont-de-Beauvoisin (bis 2015: Kanton Les Échelles) im Arrondissement Chambéry und ist Mitglied im Gemeindeverband Cœur de Chartreuse.

## Geographie
Saint-Pierre-d’Entremont liegt am Westrand des Départements auf etwa 650 m, etwa 17 Kilometer südwestlich der Präfektur Chambéry und etwa 17 Kilometer nordnordöstlich der Stadt Grenoble (Luftlinie). Der Guiers Vif begrenzt die Gemeinde im Süden. Nachbargemeinden von Saint-Pierre-d’Entremont sind Entremont-le-Vieux im Norden, Sainte-Marie-du-Mont im Osten, Saint-Bernard im Süden und Südosten, Saint-Pierre-d’Entremont im Süden, Saint-Christophe-sur-Guiers im Westen sowie Corbel im Westen und Nordwesten.

## Bevölkerungsentwicklung
| Jahr                       | 1962 | 1968 | 1975 | 1982 | 1990 | 1999 | 2006 | 2013 |
| Einwohner                  | 346  | 333  | 342  | 295  | 294  | 372  | 416  | 417  |
| Quellen: Cassini und INSEE |      |      |      |      |      |      |      |      |

## Sehenswürdigkeiten
- Kirche Saint-Alexis aus dem 19. Jahrhundert
- Schloss Montbel

## Weblinks

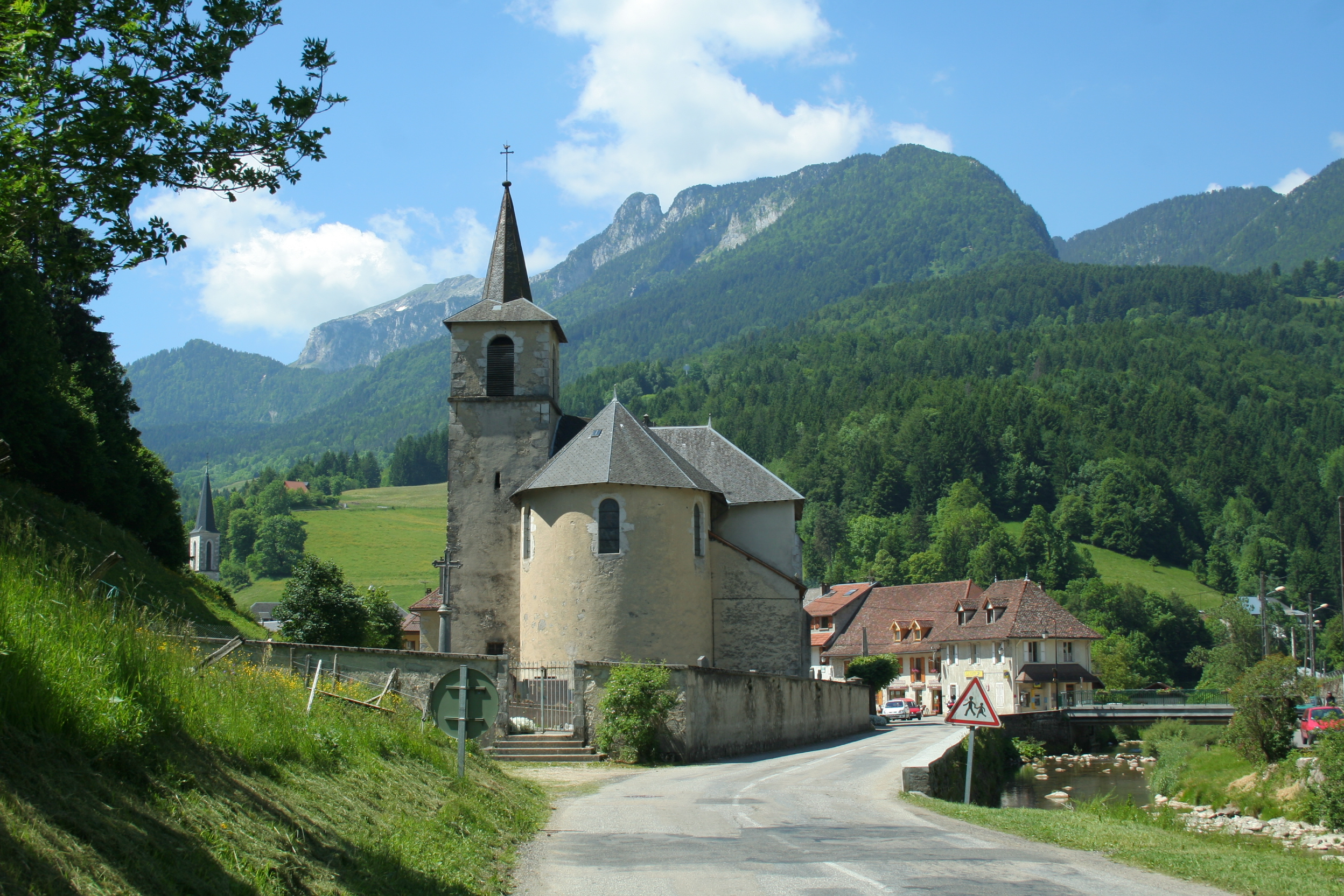
Kirche Saint-Alexis